# القوادرة (الحديدة)

تعديل مصدري - تعديل

القوادره هي إحدى قرى مديرية باجل، التابعة لمحافظة الحديدة اليمنية، بلغ تعداد سكانها 1128 نسمة حسب الإحصاء الذي جرى عام 2004.